# Caravanbladet
Caravanbladet är Caravan Club of Sweden's medlemstidning. Den har givits ut sedan 1958.

### Fotnoter
1. ↑  Caravan Club of Sweden: Caravanbladet Arkiverad 21 juli 2007 hämtat från the Wayback Machine.
2. 1 2 3  Caravanbladet, Libris 3407365
3. ↑  TS-kontrollerad upplaga 2006